# .bg
.bg is het achtervoegsel van domeinnamen in Bulgarije. .bg-domeinnamen worden uitgegeven door Register.bg, dat verantwoordelijk is voor het topleveldomein 'bg'.
Domeinen kunnen worden geregistreerd door in Bulgarije gevestigde organisaties (en vestigingen van buitenlandse organisaties). Geregistreerde merknamen komen in aanmerking als het merk is geregistreerd bij het patentbureau.
Voor personen bestaat een mogelijkheid voor aanvraag van domeinen onder de tweedeniveau domeinen die worden gevormd door de letters van het alfabet.